# Rosalie Olivecrona
Rosalie Ulrika Olivecrona z domu Ross (ur. 9 grudnia 1823 w Sztokholmie, zm. 4 czerwca 1898) – szwedzka pisarka i aktywistka.

## Życiorys
W 1851 na zaproszenie przyjaciółki Huldy Hahr – nauczycielki w szkole dla dziewcząt niedaleko Charleston w Karolinie Południowej, wyjechała do Stanów Zjednoczonych. Uczyła języka francuskiego i muzyki. Swoje doświadczenia opisywała w listach, opublikowanych w 1969 jako Rosalie Roos: Resa till Amerika 1851—55. Uważała niewolnictwo za nienaturalne i moralnie nie do zaakceptowania. W 1855 powróciła do kraju. W Szwecji zadebiutowała zbiorem wierszy Skogsblommor, plockade av la Straniera (1855). W 1857 założyła wraz z Sophie Adlersparre czasopismo dla kobiet „Tidskrift för hemmet”, w którym publikowano na temat praw kobiet, ich możliwości rozwoju i dostępu do szkolnictwa wyższego.
W 1857 poślubiła rektora Uniwersytetu w Uppsali i wykładowcę prawa Knuta Olivecronę. Para miała dwójkę dzieci.